# Gavrila Romanovich Derzhavin
Gavrila Romanovich Derzhavin (tiếng Nga: Гаври́ла Рома́нович Держа́вин; 14 tháng 7 năm 1743 – 20 tháng 7 năm 1816) là nhà thơ Nga thế kỷ Ánh sáng, một đại diện của chủ nghĩa cổ điển. Derzhavin là nhà thơ lớn của Nga trước Aleksandr Sergeyevich Pushkin.

## Tiểu sử

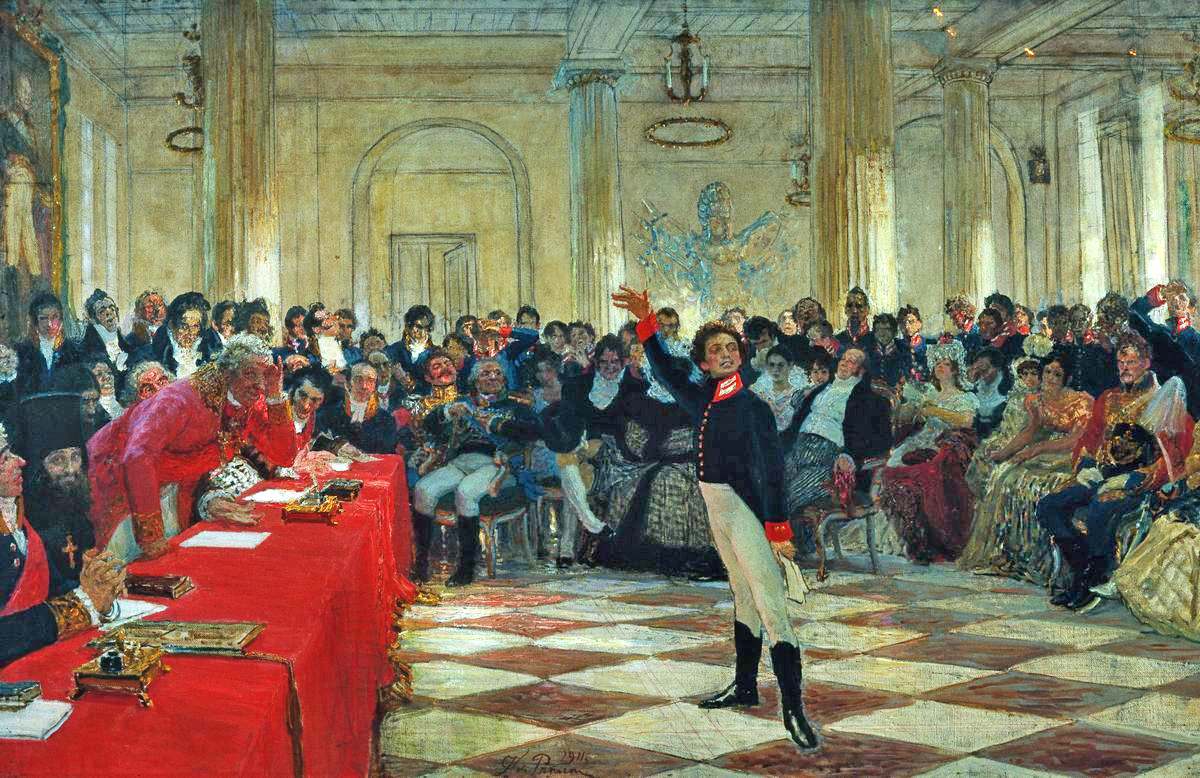
Pushkin đọc thơ trước Derzhavin

Derzhavin sinh ở Kazan (nay là Cộng hòa Tatar thuộc Liên bang Nga) trong một gia đình quý tộc đã sa sút. Từ năm 1762 phục vụ trong quân đội Nga hoàng ở Sankt-Peterburg, tham gia cuộc đảo chính mà sau đó Nữ hoàng Ekaterina II lên ngôi. Những năm 1776-1777 tham gia đàn áp cuộc khởi nghĩa nông dân của Pugachev.
Sau khi viết bài thơ Оды к Фелице, 1782 về Nữ hoàng Ekaterina II được phong làm tỉnh trưởng tỉnh Olonetsky (từ năm 1784), tỉnh Tambov (1785–1788). Ở các tỉnh này Derzhavin đã đấu tranh với nạn tham nhũng dẫn đến xích mích với tầng lớp quý tộc địa phương và đành quay lại thủ đô năm 1789. Thời kỳ này ông được giữ nhiều chức vụ cao trong chính phủ. Năm 1802–1803 giữ chức Bộ trưởng Tư pháp. Từ năm 1803 ông xin từ chức về sống ở trang trại Zvanka ở Novgorod. Những năm cuối đời ông chỉ tập trung cho sáng tác văn học.
Gavrila Derzhavin có sự ảnh hưởng đến nhiều nhà thơ lớn của Nga trong thế kỷ 19 và thế kỷ 20. Pushkin gọi Derzhavin là "nhà thơ vĩ đại", là bậc tiền bối của mình. Nhiều nhà tư tưởng, nhà phê bình cho rằng nền văn học Nga được bắt đầu từ bài thơ Бог (Thượng đế) của Derzhavin. Dưới đây là mấy câu trích trong bài thơ nổi tiếng ấy:
Ta là vua – là nô lệ - là Thượng đế - là giun
Nhưng trong người ta thật vô cùng kỳ lạ
Ta đến từ đâu? Không ai hay biết cả
Và tự ta không thể trở thành chính mình.
Gavrila Derzhavin mất năm 1816 ở tu viện Khutyn Monastery gần Novgorod.

## Một vài bài thơ

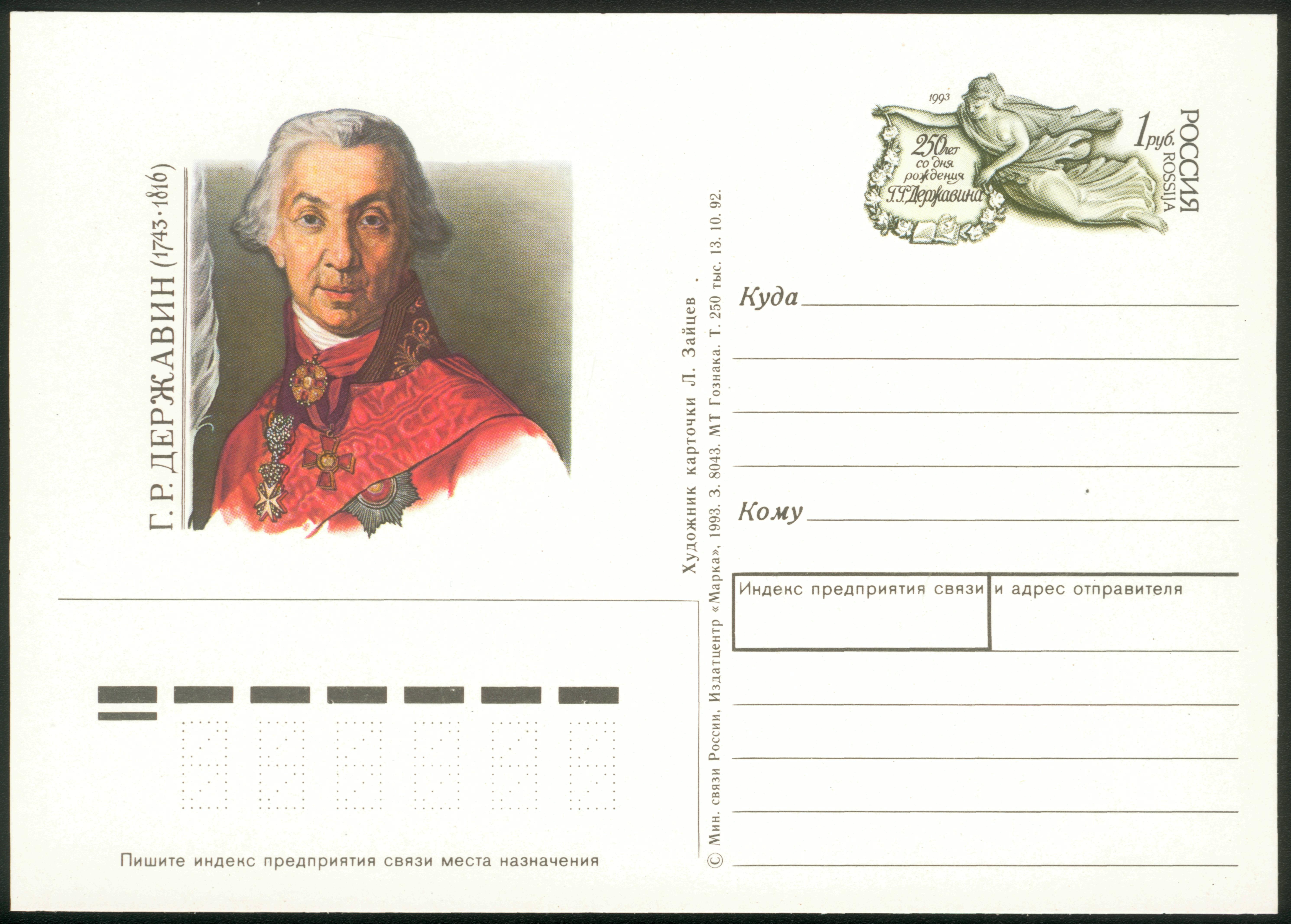
1993

| Река времен Река времен в своем стремленьи Уносит все дела людей И топит в пропасти забвенья Народы, царства и царей. А если что и остается Чрез звуки лиры и трубы, То вечности жерлом пожрется И общей не уйдет судьбы. Если б милые девицы Так могли летать, как птицы, И садились на сучках, Я желал бы быть сучочком, Чтобы тысячам девочкам На моих сидеть ветвях. Пусть сидели бы и пели, Вили гнезда и свистели, Выводили и птенцов; Никогда б я не сгибался, Вечно ими любовался, Был счастливей всех сучков. Разные вина Вот красно-розово вино, За здравье выпьем жен румяныx. Как сердцу сладостно оно Нам с поцелуем уст багряныx! Ты тож румяна, xороша, - Так поцелуй меня, душа! Вот черно-тинтово вино, За здравье выпьем чернобровыx. Как сердцу сладостно оно Нам с поцелуем уст пунцовыx! Ты тож, смуглянка, xороша,- Так поцелуй меня, душа! Вот злато-кипрское вино, За здравье выпьем светловласыx, Как сердцу сладостно оно Нам с поцелуем уст прекрасныx! Ты тож, белянка, xороша,- Так поцелуй меня, душа! Вот слезы ангельски вино, За здравье выпьем жен мы нежныx. Как сердцу сладостно оно Нам с поцелуем уст любезныx! Ты тож нежна и xороша,- Так поцелуй меня, душа! На спуск корабля "Орла" Когда ты возлетишь под небеса волнами,- Увидишь смертных ум и их над морем власть; Но в бездны коль падешь,- узришь их бренну часть. Взноси ж, Орел, крыле, чтоб ввек жить меж звездами. | Dòng sông thời gian Dòng sông thời gian trong dòng chảy Sẽ cuốn đi bao sự nghiệp theo dòng Và sẽ dìm những vương quốc, ông hoàng Những dân tộc vào lãng quên, cát bụi. Và nếu như có chút gì còn lại Sau tiếng ngân vang của những cây đàn Thì cũng sẽ bị cuốn vào vĩnh hằng Đấy là số phận chung không thoát khỏi. Giá mà những thiếu nữ Có thể bay được như chim Rồi đậu trên cành Thì tớ xin làm cây gỗ Để cho cả nghìn thiếu nữ Sẽ đậu trên cành. Để cho họ hát lên Hót líu lo và làm tổ Và nở ra những con chim nhỏ Không bao giờ tớ chịu ngả nghiêng Muôn thuở sẽ ngắm nhìn Và sẽ hạnh phúc hơn tất cả. Rượu đa dạng Đây là rượu màu hồng Ta uống mừng sức khoẻ Con tim âu yếm quá Ta hôn những môi hồng! Em cũng hồng cũng đẹp Thì em hãy hôn anh! Đây là rượu màu đen Ta uống mừng sức khoẻ Con tim âu yếm quá Đỏ thắm những môi hôn! Em cũng giòn cũng đẹp Thì em hãy hôn anh! Đây là rượu màu vàng Ta uống mừng sưc khoẻ Con tim âu yếm quá Tuyệt đẹp những môi hôn! Em cũng xinh cũng đẹp Thì em hãy hôn anh! Đây nước mắt thiên thần Ta uống mừng sưc khoẻ Con tim âu yếm quá Yêu lắm những môi hôn! Em cũng hiền cũng đẹp Thì em hãy hôn anh! Ngày hạ thủy con tàu "Oryol" Khi ngươi lướt đi trên những ngọn sóng dưới trời cao Nhìn thấy trí tuệ con người và quyền lực trên biển cả Nhưng nếu rơi xuống vực – sẽ nhìn ra kiếp phù vân của họ. Ngươi hãy bay lên để muôn đời sống giữa những vì sao. Bản dịch của Nguyễn Viết Thắng |